# Homodotis falcata
Homodotis falcata là một loài bướm đêm trong họ Geometridae.